# Taperina
Taperina is een geslacht van hooiwagens uit de familie Sclerosomatidae.
De wetenschappelijke naam Taperina is voor het eerst geldig gepubliceerd door Roewer in 1953. 

## Soorten
Taperina omvat de volgende 2 soorten:
- Taperina lutea
- Taperina nigripes